# Viscosia palmae
Viscosia palmae är en rundmaskart som beskrevs av Stekhoven 1942. Viscosia palmae ingår i släktet Viscosia och familjen Oncholaimidae. Inga underarter finns listade i Catalogue of Life.